# فازولا
فازولا (بالإيطالية: Vazzola)‏ هي بلدية في مقاطعة تريفيزو بمنطقة فنيتة، شمال إيطاليا. تقع على بعد 45 كيلومترًا (28 ميلًا) شمال مدينة البندقية، و20 كيلومترًا (12 ميلًا) شمال شرق تريفيزو.